# 哈尔沃·比克兰
哈尔沃·比克兰（挪威語：Halvor Birkeland，1894年10月30日—1971年6月26日），挪威男子帆船运动员。他曾代表挪威参加1920年夏季奥林匹克运动会帆船比赛，获得一枚金牌。他的哥哥拉斯穆斯同样是帆船选手。